# Pyrenochaeta quercina
Pyrenochaeta quercina är en svampart som beskrevs av Kabát & Bubák 1912. Pyrenochaeta quercina ingår i släktet Pyrenochaeta, ordningen Pleosporales, klassen Dothideomycetes, divisionen sporsäcksvampar och riket svampar.   Inga underarter finns listade i Catalogue of Life.